# 千廝門嘉陵江大橋
重慶千廝門嘉陵江大橋起于重慶市渝中區陝西路，與東水門長江大橋北岸橋臺相接，下穿渝中半島連接隧道，在洪崖洞旁穿出隧道並跨越嘉陵江，止于江北城南大街，全長約1.60公里。包括千廝門嘉陵江大橋正橋（含主橋及引橋）、渝中連接隧道，以及與兩岸道路網的接線匝道。正橋為公軌兩用橋樑，下層為雙線軌道交通（重慶軌道交通六號線），上層為雙向四車道汽車交通（城市次幹道）。單塔單索面鋼桁梁斜拉橋，橋跨佈置為88米、312米、240米、80米，主橋長720米，主跨為312米，隧道為雙向4車道，長約700米。

## 工程簡介
主塔基礎工程於2009年底開工建設，包括兩橋主橋主塔基礎、承台及施工圍堰、棧橋，於2011年3月完工。主體於2011年4月底開工建設，總建設工期32個月，計劃於2013年底完工。
千厮门大桥已经于2014年6月通过验收，由于渝中区匝道工程进度影响，通车时间将延期到2014年年底。
2015年4月29日零时，千厮门嘉陵江大桥通车。
- 正在建设的重庆千厮门嘉陵江大桥
- 仰望重庆市渝中区半岛
- 眺望重庆市渝江北嘴商务区